# Lluís Balcells i Auter
Lluís Gonzaga Balcells i Auter (Barcelona, 1902 - Barcelona, 31 de maig de 1927) va ser un nedador català que va competir durant els anys 20 del segle xx.
El 1920 va prendre part en els Jocs Olímpics d'Anvers representant a Espanya. Va disputar els 200 i els 400 metres braça del programa de natació, però en cap de les dues proves superà la primera eliminatòria. Era membre del Club Natació Barcelona.